# Joseph Hansen (Ruderer)
Joseph „Joey“ Hansen (* 13. August 1979 in Reno, Nevada) ist ein ehemaliger amerikanischer Ruderer.
Hansen gehörte ab 2001 zum US-Achter. Bei den Weltmeisterschaften belegte der Achter in der Besetzung Luke Walton, Samuel Brooks, Joseph Hansen, Erik Winters, Lucas McGee, Jonathan Watling, Bryan Volpenhein, Jason Read und Steuermann Nicholas Anderson den vierten Platz hinter den Booten aus Rumänien, Kroatien und Deutschland. 
Im Jahr darauf trat der US-Achter mit Ryan Torgerson, Garrett Klugh, Joseph Hansen, Wolfgang Moser, Michael Wherley, Eric Mueller, Bryan Volpenhein, Jonathan Watling und Steuermann Pete Cipollone an und gewann die Bronzemedaille bei den Weltmeisterschaften in Sevilla hinter den Kanadiern und den Deutschen, nachdem der US-Achter beim Ruder-Weltcup in Luzern mit Anderson statt Cipollone gewonnen hatte. 
2003 gewann der US-Achter bei den Weltmeisterschaften in Mailand Silber hinter den Kanadiern in der Besetzung Ryan Torgerson, Jonathan Watling, Michael Wherley, Wolfgang Moser, Bryan Volpenhein, Jeffrey Klepacki, Joseph Hansen, Jason Read und Pete Cipollone.
2004 belegte der Achter beim Weltcup in Luzern den vierten Platz mit Wyatt Allen, Matt Deakin, Michael Wherley, Wolfgang Moser, Christopher Liwski, Christian Ahrens, Joseph Hansen, Jonathan Watling und Pete Cipollone. Zwei Monate später bei den Olympischen Spielen 2004 in Athen waren nur noch fünf Mann von der Besatzung aus Luzern im Boot. In der Aufstellung Jason Read, Wyatt Allen, Christian Ahrens, Joseph Hansen, Matt Deakin, Daniel Beery, Beau Hoopman, Bryan Volpenhein und Pete Cipollone gewann das Boot sowohl den Vorlauf als auch das Finale. Im Ziel hatte der Achter eine Sekunde Vorsprung vor den Niederländern.